# Mina Asientos
Mina Asientos ist eine Minensiedlung im Departamento Cochabamba im südamerikanischen Andenstaat Bolivien.

## Lage im Nahraum
Mina Asientos ist die größte Ortschaft des Kantons Tin Tin im Municipio Mizque in der Provinz Mizque. Die Ortschaft liegt auf einer Höhe von 1877 m an der Mündung des Río Molinero in den Río Caine, der der Oberlauf des Río Grande ist.

## Geographie
Mina Asientos liegt zwischen den beiden Anden-Gebirgskette der Cordillera Central und Cordillera Oriental.
Das Klima ist wegen der mittleren Höhenlage angenehm ausgeglichen, jedoch über weite Teile des Jahres sehr trocken. Die mittlere Durchschnittstemperatur der Region liegt bei etwa 18 °C (siehe Klimadiagramm Torotoro), die Monatsmittel schwanken nur unwesentlich zwischen 14,5 °C im Juli und 20 °C von November bis Januar. Der Jahresniederschlag beträgt etwa 560 mm, bei einer deutlich ausgeprägten Trockenzeit von April bis Oktober mit Monatsniederschlägen unter 25 mm, und einer Feuchtezeit von Dezember bis Februar mit deutlich über 100 mm Monatsniederschlag.

## Verkehrsnetz
Mina Asientos liegt in einer Entfernung von 216 Straßenkilometern südöstlich von Cochabamba, der Hauptstadt des Departamentos.
Von Cochabamba aus führt die Nationalstraße Ruta 7 in ostsüdöstlicher Richtung über Paracaya weiter bis ins Tiefland nach Santa Cruz. In Paracaya zweigt in südwestlicher Richtung die Ruta 23 ab, die über die Städte Punata, Arani und Mizque nach Aiquile führt. Von Mizque aus überquert eine untergeordnete aber asphaltierte Landstraße dann den Río Chullpa Mayu und den Río Mizque in westlicher Richtung und folgt dem Río Mizque flussaufwärts über Tin Tin Richtung Vila Vila. Vierzehn Kilometer westlich von Tin Tin zweigt eine unbefestigte Landstraße in südlicher Richtung ab, überwindet eine Passhöhe von 3000 Metern und erreicht Mina Asientos nach 31 Kilometern.

## Bevölkerung
Die Einwohnerzahl der Ortschaft ist in den beiden Jahrzehnten zwischen den letzten Volkszählungen deutlich angestiegen:
| Jahr | Einwohner         | Quelle       |
| ---- | ----------------- | ------------ |
| 1992 | keine Detaildaten | Volkszählung |
| 2001 | 638               | Volkszählung |
| 2012 | 1 884             | Volkszählung |
| 2024 |                   | Volkszählung |